# Quinto Fabio Ambusto
Quinto Fabio Ambusto  fue un político de la República romana, magister equitum del dictador Publio Valerio Publícola en 343 a. C.
Fue nombrado dictador en el año 321 a. C., pero dimitió inmediatamente por haberse producido algún tipo de irregularidad en su nombramiento. El motivo de su nombramiento, según Tito Livio, fue el de convocar elecciones consulares (comitiorum habendorum causa) tras encontrarse ambos cónsules inhabilitados tras el episodio de las Horcas Caudinas ese mismo año.
Tras su renuncia, fue sustituido como dictador por Marco Emilio Papo.